# Boxe aux Jeux asiatiques
Les compétitions de boxe anglaise des Jeux asiatiques sont organisés par l'AIBA (Association Internationale de Boxe Amateur) depuis 1954.

## Boxe aux Jeux asiatiques
| Année | Édition             | Lieu      | Lieu         | Date                     |
| 1954  | 2e Jeux asiatiques  | Manille   | Philippines  | 1er - 9 mai              |
| 1958  | 3e Jeux asiatiques  | Tōkyō     | Japon        | 24 mai - 1er juin        |
| 1962  | 4e Jeux asiatiques  | Jakarta   | Indonésie    | 24 août - 4 septembre    |
| 1966  | 5e Jeux asiatiques  | Bangkok   | Thaïlande    | 9 - 20 décembre          |
| 1970  | 6e Jeux asiatiques  | Bangkok   | Thaïlande    | 24 août - 4 septembre    |
| 1974  | 7e Jeux asiatiques  | Téhéran   | Iran         | 1er - 16 septembre       |
| 1978  | 8e Jeux asiatiques  | Bangkok   | Thaïlande    | 9 - 20 décembre          |
| 1982  | 9e Jeux asiatiques  | New Delhi | Inde         | 19 novembre - 4 décembre |
| 1986  | 10e Jeux asiatiques | Séoul     | Corée du Sud | 20 septembre - 5 octobre |
| 1990  | 11e Jeux asiatiques | Pékin     | Chine        | 22 septembre - 7 octobre |
| 1994  | 12e Jeux asiatiques | Hiroshima | Japon        | 2 - 16 octobre           |
| 1998  | 13e Jeux asiatiques | Bangkok   | Thaïlande    | 7 - 18 décembre          |
| 2002  | 14e Jeux asiatiques | Pusan     | Corée du Sud | 1er - 14 octobre         |
| 2006  | 15e Jeux asiatiques | Doha      | Qatar        | 2 - 13 décembre          |
| 2010  | 16e Jeux asiatiques | Canton    | Chine        | 16 - 26 novembre         |
| 2014  | 17e Jeux asiatiques | Incheon   | Corée du Sud | 24 septembre - 3 octobre |
| 2018  | 18e Jeux asiatiques | Jakarta   | Indonésie    | 24 août - 1er septembre  |